# Full Throttle (álbum)
The Best of Vixen: Full Throttle, más conocido como Full Throttle, es el primer álbum recopilatorio de la banda estadounidense de hard rock y glam metal Vixen, publicado en 1999 por el sello Razor & Tie bajo licencia de EMI Music. El disco cuenta con los mejores éxitos de los discos Vixen de 1988 y Rev It Up de 1990, además el tema «I Want You to Rock Me» es una grabación en vivo.

## Lista de canciones
| N.º | Título                            | Duración |  |
| 1.  | «How Much Love»                   | 4:42     |  |
| 2.  | «Love Made Me»                    | 3:18     |  |
| 3.  | «Cryin'»                          | 3:32     |  |
| 4.  | «Not a Minute Too Soon»           | 4:26     |  |
| 5.  | «Charmed Life»                    | 4:06     |  |
| 6.  | «Love Is a Killer»                | 4:45     |  |
| 7.  | «Edge of a Broken Heart»          | 4:25     |  |
| 8.  | «Streets in Paradise»             | 4:34     |  |
| 9.  | «I Want You to Rock Me» (en vivo) | 4:47     |  |
| 10. | «Fallen Hero»                     | 5:18     |  |
| 11. | «Bad Reputation»                  | 4:10     |  |
| 12. | «Give It Away»                    | 3:49     |  |
| 13. | «Cruisin'»                        | 4:21     |  |

## Músicos
- Janet Gardner: voz, guitarra eléctrica
- Jan Kuehnemund: guitarra eléctrica
- Share Pedersen: bajo
- Roxy Petrucci: batería
- Michael Alemania: teclados (músico de sesión) en pistas 1, 4, 6, 8, 9, 10 y 11
- Richard Marx: teclados (músico de sesión) en pista 7
- Derek Nakamoto: teclados (músico de sesión) en pistas 2, 3, 5, 12 y 13